# Simon Andersen (friskytte)
 For alternative betydninger, se Simon Andersen. (Se også artikler, som begynder med Simon Andersen)
Simon Andersen. Friskyttekaptajn. Bonde fra Toldsager (Tullsagra) i Vester Vram (Västra Vram) sogn i det østlige Skåne. Chef for et af de største friskyttekompagnier under Skånske Krig. Hans far Anders Simonsson fik mindst to børn foruden Simon, Anna født omkring 1658 og bosat i nabolandsbyen Skättilsljunga i 1726 og Per født omkring 1666 og bosat i Tullsåkra i 1726. I 1677 opgav Simon Andersen sin bopæl som Skättilsljunga, Västra Vram. 
Ved den danske hærs landgang i Rå 1676 meldte Simon Andersen sig umiddelbart under de danske faner og den 20. februar 1677 fik hans friskyttekompagni kongelig fuldmagt til at forfølge og nedgøre alle svenskere og svenskvenlige personer, hvor som helst de blev påtruffet. Kompagniets hovedoperationsområde var egnene omkring Linderødsåsen hvor man bl.a. erobrede svenske transporter og opsnappede kurerbreve, vogtede vejene og holdt den danske arme underrettet om hvad de svenske tropper foretog sig. Efter at danskerne erobrede Kristianstad i 1677, var Simon Andersen blandt dem, der leverede forsyninger til fæstningen. Den 21. december 1677 findes han i en protokol over dem, der hjælper danskerne. Der siges det, at Simon Andersson i Tullsåkra "i Wram s. og faderen hollier med ham gør og kunder". 
År 1678 vandt kompagniet en strålende sejr over svenskerne i en blodig kamp ved Øster Sønderslev (Östra Sönnarslöv).
Simon arbejdede under Skånske Krig sammen med den danske forbindelsesofficer Peter Stensen (1. sjællandske regiment), der havde hovedkvarter i Pramhuset ved Ringsjön. Begge arbejdede direkte på ordre fra øverstkommanderende (efter kongen) Frederik von Arenstorff, og deres rapporter til de danske myndigheder findes ofte samlet i arkiverne. Et eksempel på at Andersen arbejdede efter ordre fra myndighederne og i hvert fald nogle gange via Stensen er da Stensen den 3. juni 1678 tippede kommandør Arensdorff om, at adelsmanden Mogens Swawe til Oretorp var en formodet svensk sympatisør og skulle arresteres. Den 6. juni sendte Arensdorff Stensen og Simon Andersen for at arrestere Swawe. De bragte derefter Swawe til den danske hærlejr ved Malmø.
Den 19. juni 1678 nævner Stensen yderligere, at han mødte "Capitain Simen Andersen" på Fulltofta (Foeltoffte) præstegård og at han fangede tre af Ebbe Uhlfeldts skytter og en af oberstløjtnant Wrangels tjenere. Stensen havde da redet rundt om Västra og Östra Vram samt Skättilunga (Shette lynge), som var kaptajn Simons hjemegn.
I sommeren 1678 finder vi også Simon Andersens navn på Arenstorffs liste over friskytter (Troupen der Freishützen): for Kristianstad og Blekinge står kaptajn Simon Andersen og kaptajn Mogens Mogensen Dragon, der dog meldes død samtidig.
Den 8. oktober 1678 fejrede Simon Andersens friskyttekompagi helgenskyldsøl  i Vestersted/Västerstad  præstegård sammen med landsbyboerne, og blev omringet af en svensk troppestyrke under ledelse af krigskommisær Sven Erlandsson  som massakrerede festdeltagerne, men Simon Andersen slap med livet i behold.  
Skærtorsdag 1680 var han i Værløse sogn uden for København og var da dåbsvidne. I dåbsbogen står der "Skiartursdag Bleff christnett Anders friskittys barn her aff byen ved navn Jeppe, Fader Simon som var friskittens Kaptajn, Rasmus som var Løjtnant..." .
Den 15. oktober 1680 fik Simon Andersen 20 års skattefrihed i Danmark, regnet fra freden 1679. I matriklen står der "Simon Andersen fra Sketlunge i Vester Wram i Landscrona Ampt udi Skaane". Det er sidste gang, Simon Andersen nævnes i nogen samtidige kilder.
Den 2. august 1953 afsløredes uden for hans gamle gård, i dag kaldet Snaphanegården, en mindesten over Simon Andersen og indskriften på stenen lyder: "Simon Snapphane. Friskyttekapten 1676-79. Frejdig frihetskämpe." Her blev han født og her plejede hans stærke blokhus at stå. Men hans dør var lukket for ham, og eksil var hans lod. Desværre har man antaget at Simon overtog gården og det siges at han var storbonde, men hans far var i live og havde børn der var i 10'erne ved krigsudbruddet. Det er Simon selv, der har angivet sin bopæl i Skättilsljunga i både 1676 og 1680, hvilket betyder, at man skal lægge hans bopæl der. Desværre mangler forskellige former for optegnelser i krigsårene for disse steder.
Ifølge familietraditionen blev Simon strandvagt i Jylland, men døde ung. Hans søskendes efterkommere i Sverige bor stadig i Tullsåkra.

## Eksterne links
- Simon Andersens mindesten i Toldsager (Webside ikke længere tilgængelig)
- Mindesten i Vestersted (Västerstad) til ære for Simon Andersens mænd som faldt i kamp mod svenskerne 8. oktober 1678 Arkiveret 26. november 2010 hos  Wayback Machine